# Psychotria bodenii
Psychotria bodenii är en måreväxtart som beskrevs av Herbert Fuller Wernham. Psychotria bodenii ingår i släktet Psychotria och familjen måreväxter. Inga underarter finns listade i Catalogue of Life.